# Association des télévisions commerciales européennes
L'Association des Télévisions Commerciales et des Services de Vidéo à la demande en Europe (ACT) représente les intérêts des principaux diffuseurs commerciaux présents dans l'Union européenne et au-delà. Les sociétés membres de l'ACT financent, produisent, promeuvent et distribuent des contenus et des services bénéficiant à des millions d'Européens sur toutes les plateformes. En offrant un large éventail de choix et de variété au téléspectateur, les radiodiffuseurs commerciaux sont une source majeure de divertissement et d'information pour des millions de citoyens européens.

## Histoire
L'ACT a été créé en 1989, alors qu'il y avait moins de 100 radiodiffuseurs dans les douze États membres de la Communauté européenne. À quelques exceptions près, la plupart des pays européens n'avaient mis fin au monopole d'État de la radiodiffusion télévisuelle qu'au milieu des années 80. À l'époque, l'ACT comptait cinq membres fondateurs. Alors que les modèles de télévision commerciale se sont avérés populaires auprès des téléspectateurs, de nombreuses nouvelles chaînes ont été lancées et le nombre de membres d'ACT a rapidement augmenté. Cependant, certains des principaux problèmes réglementaires devenaient déjà apparents, avec des règles européennes adoptées pour la première fois en 1989 sur la télévision transfrontière, la publicité, les quotas de programmes, puis des règles distinctes négociées pour le droit d'auteur au début des années 1990.

## Mission
Le rôle de l'ACT est de protéger et de promouvoir les intérêts des radiodiffuseurs privés européens. ACT collabore avec les institutions de l'Union européenne pour parvenir à un cadre réglementaire équilibré et approprié qui encouragera de nouveaux investissements et une croissance dans le secteur audiovisuel. Cela permet au secteur de l'industrie audiovisuelle commerciale de fournir aux téléspectateurs un contenu diversifié et de haute qualité, ainsi que des informations fiables. L'ACT suit l'évolution des politiques au niveau européen et met à disposition de ses membres une expertise réglementaire. ACT s'engage également avec les décideurs européens et s'engage dans un dialogue constant tout en leur fournissant une expertise de première main sur le secteur audiovisuel. En outre, ACT est une plate-forme de premier plan permettant à ses membres de se mettre en réseau et d'échanger des idées sur les derniers développements politiques et les meilleures pratiques. ACT représente l'industrie lors d'événements publics externes, de groupes de travail institutionnels, d'organisations européennes et internationales.

## Membres
AMC Networks International, Antenna Group, Atresmedia, beIN SPORTS, Canal+ Groupe, CME, DPG Media, Gulli, HEARST Networks EMEA, ITV plc, LNK, Mediaset, Mediaset España, NBC Universal, NTV, Paramount, PlayMedia, ProSiebenSat.1 Media SE, RTL Group, SKY, TF1 Groupe, TV4 Media, United Media, Viaplay Group, Virgin Media Ireland, The Walt Disney Company, Warner Bros/Discovery.

## Organisation
- Cécile Frot-Coutaz, Président, CEO of  Sky Studios & Chief Content Officer for Sky
- Carolina Lorenzon, Président, Directrice des Affaires Internationales, Mediaset
- Melanie Amilhat, Directrice des Rélations Gouvernementales pour l'Europe, Paramount
- Rutger Andrée Wiltens, Avocat Général, AMC Networks International
- J-B Amilhat, Chef du Bureau EU , Sky plc
- Claus Grewenig, Responsable de la Politique des Médias, RTL Group SA
- Marie Marzin, Directrice des Affaires Réglementaires et de la Concurrence, Groupe TF1
- Juan Antonio Orgaz Espuela, Directeur des Affaires Réglementaires, Atresmedia
- Joanna O'Sullivan, Responsable de la Politique des Médias et des Affaires Réglementaires, ITV plc
- Mario Rodríguez Valderas, Secrétaire Général, Directeur Exécutif et Directeur Général, Mediaset España
- Christophe Roy, Directeur des Affaires Réglementaires et de la Concurrence, Canal+ Groupe

## ACT Staff [edit]
- Grégoire Polad, Directeur Général
- Alison Leonard, Office Manager
- Paola Colasanti, Chargée de l'Information
- Niklas Lagergren, Conseiller (acting Directeur)
- Erard Gilles, Directeur
- Sebastiano Bertagni, EU Policy Officer
- Elena Rivas Pérez, Junior EU Policy Officer